# Bundesstraße 179
Die Bundesstraße 179 (Abkürzung: B 179) ist eine deutsche Bundesstraße im Bundesland Brandenburg.

## Geschichte
Die heutige Bundesstraße 179 wurde 1849 von der Wusterhausen-Lübbener Chausseebau-Aktiengesellschaft als befestigte Kunststraße (Chaussee) erbaut und führte ursprünglich, ihrem Namen entsprechend, bis Lübben. Diese Straße wurde um 1937 zur Reichsstraße erhoben, abweichend von der historischen Linienführung endete die Reichsstraße 179 jedoch bei Dollgen an der Reichsstraße 87. Ursprünglich führte die Chaussee vom Kottbusser Tor in Berlin durch den Bezirk Neukölln weiter nach Brandenburg. Mit Vollendung der A 113 am 23. Mai 2008 wurde die Strecke innerhalb Berlins sowie bis zur Anschlussstelle Königs Wusterhausen entwidmet. Der brandenburgische Abschnitt zwischen den Anschlussstellen Waltersdorf und Königs Wusterhausen wurde zur L 400 herabgestuft.
Nach dem Bau der Berliner Mauer im Jahr 1961 wurde der Grenzübergang Waltersdorfer Chaussee zwischen Berlin-Rudow und Schönefeld eingerichtet.

## Verlauf
Die Bundesstraße 179 beginnt an der Anschlussstelle Königs Wusterhausen an der A 10. Von dort aus führt sie in Richtung Königs Wusterhausen. Ursprünglich führte die B 179 nördlich von Königs Wusterhausen unmittelbar durch das Areal der ehemaligen Sendeanlage. Sie wurde nach Westen verlegt und umgeht heute das Gebiet in einem großen Bogen. Von hier verläuft die B 179 weiter in südlicher Richtung nach Märkisch Buchholz. Ab hier ändert sie ihre Richtung in überwiegend östliche Richtung über Leibsch nach Dollgen, wo die B 179 an der Kreuzung mit der B 87 nahtlos in die B 320 nach Guben übergeht.